# Wardi (film)
Pour les articles homonymes, voir Wardi et The Tower.
Pour plus de détails, voir Fiche technique et Distribution.
Wardi, également connu initialement sous son titre international The Tower (Tårnet en norvégien), est un film d'animation suédo-norvégio-français réalisé par Mats Grorud (en) et sorti en 2018. Il est centré sur des Palestiniens réfugiés au Liban depuis la création d'Israël en 1948.
Le réalisateur est norvégien, mais la production est majoritairement français et le film a été conçu en France. Il utilise deux techniques : l'animation en volume avec des marionnettes pour le récit principal et le dessin animé en 2D pour les flashbacks.

## Synopsis
Wardi est une Palestinienne de 11 ans, qui vit avec sa famille dans un camp de réfugiés à Bourj el-Brajné, au Liban. Elle découvre l'histoire de sa famille au travers d'histoires racontées par trois dernières générations de réfugiés : son arrière-grand-père Sidi, son grand-père Lutfi, et son oncle surnommé « l'enfant-pigeon ». Ceux-ci lui parlent ainsi de la « Nakba », l'exode palestinien de 1948 après la création d'Israël qui les a contraint à quitter la Galilée, puis d'autres évènements comme l'intervention militaire israélienne au Liban de 1982.

## Fiche technique
Sauf indication contraire, les informations mentionnées dans cette section peuvent être confirmées par les bases de données cinématographiques IMDb et Allociné,  présentes dans la section « Liens externes ».
- Réalisation et scénario : Mats Grorud (en)
- Musique : Nathanaël Bergèse
- Direction artistique : Rui Tenreiro
- Supervision de l'animation en volume : Pierre-Luc Granjon
- Supervision de l'animation 2D : Hefang Wei
- Prises de vues : Sara Sponga et Nadine Buss
- Montage : Silje Nordseth, Carsten Meinich, Anders Bergland et Margrete Vinnem
- Son : Christian Holm et Erik Bjerkness
- Production : Patrice Nezan et Laurent Versini
  - Coproduction : Frode Søbstad et Annika Hellström
- Sociétés de production : Les Contes modernes, en coproduction avec Cinenic Film, Tenk.tv, Film i Väst et Auvergne-Rhône-Alpes Cinéma
- Studio d'animation : Foliascope
- Société de distribution : Jour2fête (France)
- Pays de production :  France,  Norvège,  Suède
- Langues originales : français et arabe
- Format : couleurs
- Durée : 74 minutes
- Date de sortie :
  - France : 11 juin 2018 (festival d'Annecy) ; 27 février 2019 (sortie nationale)
  - Suède : 16 novembre 2018
  - Norvège : 30 novembre 2018

## Distribution des voix
Sauf indication contraire, les informations mentionnées dans cette section peuvent être confirmées par les bases de données cinématographiques IMDb et Allociné,  présentes dans la section « Liens externes ».

### Version originale (franco-arabe)
Selon l'ordre du générique de fin.
- Pauline Ziadé	: Wardi
- Saïd Amadis : Sidi, l'arrière-grand-père de Wardi
- Raymond Hosni : Lutfi, le grand-père de Wardi
- Aïssa Maïga : Hannan, la tante de Wardi
- Slimane Dazi : « l'enfant-pigeon », l'oncle de Wardi
- Darina Al Joundi : Lina, la mère de Wardi
- Lina Soualem : Yassar, la sœur aînée de Wardi
- Omar Yami : Yehia, l'oncle de Wardi
- Bouraouïa Marzouk : Rozette, la grand-mère de Wardi
- Zaïra Benbadis : voix additionnelles
- Behi Djanita Ataï : voix additionnelles
- Zélie Chalvignac : voix additionnelles
- Myriam Loucif : voix additionnelles
- Karim Tougui : voix additionnelles
- Hichem Mesbah : voix additionnelles
- Hakim Faris : voix additionnelles
- Bellamine Abdelmalek : voix additionnelles
- Fayssal Benbamed : voix additionnelles

### Autres versions[Quoi ?]
- Mohammad Bakri : Lutfi
- Saleh Bakri : Yehia
- Mouna Hawa
- Makram Khoury
- Shaden Kanboura
- Morad Hassan

## Production
Wardi a été créé dans le studio Foliascope à Bourg-lès-Valence.

## Distinctions
Sauf indication contraire, les informations mentionnées dans cette section peuvent être confirmées par la base de données cinématographiques IMDb,  présente dans la section « Liens externes ».

### Récompenses
- Festival international du film pour enfants de Chicago (en) 2018[2] :
  - 2e place du prix du jury professionnel pour le meilleur long métrage d'animation
  - Prix Liv Ullmann pour la paix
- Monstra Festival (en) (Lisbonne) 2019[3] :
  - Prix spécial du jury
  - Meilleure bande originale pour Nathanaël Bergèse[4]
- Skip City International D-Cinema Festival (Kawaguchi) 2019 :
  - Grand prix du long métrage
  - Prix du public de la compétition internationale

### Nominations
- Emile Awards (en) 2018 : meilleur design sonore dans un long métrage pour Christian Holm et Erik Clauss
- Prix Amanda 2019 :
  - Meilleur film pour enfants pour Mats Grorud (réalisateur) et Frode Søbstad (producteur)
  - Meilleur montage pour Silje Nordseth, Karsten Meinich et Anders Bergland
- Oscars 2020 : présélection pour les nominations pour l'Oscar du meilleur film d'animation[5]
- Prix Lumières 2020 : meilleur film d'animation

### Sélections
- Festival international du film d'animation d'Annecy 2018 : sélection hors compétition[6]
- Festival international du film du Caire 2018 : en compétition pour la Pyramide d'or
- Festival Films from the South (en) (Olso) 2018 : en compétition pour le prix du public
- FIAF Animation First 2022 : sélection hors compétition[7],[8]